# Ingvar Oldsberg
Ingvar Oldsberg (31 de marzo de 1945 – 10 de febrero de 2022) fue un presentador de televisión y reportero deportivo sueco.

## Carrera televisiva
Fue conocido por hacer conducido el programa de televisión På spåret (1987-2009). En abril de 2014 fue fichado para presentar el programa de televisión Bingolotto en Sjuan, remplazando a Marie Serneholt.
Murió el 10 de febrero de 2022, a los 76 años.